# Alfvén-Geschwindigkeit
Als Alfvén-Geschwindigkeit (benannt nach dem schwedischen Physiker und Nobelpreisträger Hannes Olof Gösta Alfvén) bezeichnet man in der Plasmaphysik die Geschwindigkeit der Alfvén-Welle. Neben der langsamen und der schnellen magnetosonischen Welle spielt die Alfvén-Welle eine entscheidende Rolle bei MHD-Jets und MHD-Akkretionsflüssen.
Ähnlich wie Wasser oder Luft stellt man sich Plasma als schwingungs- und störungsfähiges Gebilde vor, in dem ionisierte Gasteilchen um ihre Ausgangsposition schwingen und so eine Welle propagieren kann. Aus dem Ansatz, dass kinetische und magnetische Energiedichte gleich groß sind:
{\displaystyle {\frac {1}{2}}\cdot \rho \cdot v^{2}={\frac {1}{2}}\cdot {\frac {B^{2}}{\mu _{0}}}}
mit
- {\displaystyle \rho } die Dichte im System
- B das Magnetfeld im Plasma
- {\displaystyle \mu _{0}} die magnetische Feldkonstante

ergibt sich die Alfvén-Geschwindigkeit für ein ideales (Viskosität {\displaystyle \mu =0} und elektrische Leitfähigkeit {\displaystyle \sigma =\infty }) inkompressibles MHD-Plasma als Gleichverteilungslösung zu:
{\displaystyle v=c_{A}={\frac {|{\vec {B}}|}{\sqrt {\mu _{0}\cdot \rho }}}}
An dem Ausdruck ist ersichtlich, dass die Alfvén-Geschwindigkeit nicht nur linear mit dem Magnetfeld wächst, sondern auch mit abnehmender Massedichte.